# Kidnapping - Pericolo in agguato
Kidnapping - Pericolo in agguato (Man on Fire), conosciuto anche come Un uomo sotto tiro, è un film del 1987 diretto da Elie Chouraqui. È una produzione franco-italiana tratto dal romanzo Man on Fire di A.J. Quinnell.
Nel 2004 è stato realizzato un remake intitolato Man on Fire - Il fuoco della vendetta con Denzel Washington nel ruolo che qui fu di Scott Glenn.

## Trama
Creasy è un reduce del Vietnam e Libano, ex agente della CIA. Si trova a Milano quando, grazie ad un amico, trova lavoro presso una villa del Comasco, con il compito di proteggere la figlia di un importante uomo d'affari. Creasy svolge il suo compito di guardia del corpo della dodicenne Sam in modo scrupoloso, instaurando con la ragazza un ottimo rapporto.
Un giorno una banda di criminali, capeggiata da un certo Conti, rapisce Sam grazie alla soffiata del cameriere della villa, e Creasy viene brutalmente ferito. Ristabilitosi, dà inizio ad una vendetta personale per liberare la ragazza e ripristinare il suo onore. Trova ed elimina ad uno ad uno tutti gli scagnozzi di Conti, fino allo scontro finale con il boss.